# Coca-Cola Zero
Coca-Cola Zero è una bibita analcolica commercializzata in 44 Paesi fra i quali, dal 2007, anche l'Italia. La bevanda è prodotta dalla Coca-Cola Company. Coca-Cola Zero è distribuita in cinque versioni: Sleek Cans (lattina in alluminio), in bottiglia di vetro da 330 mL, in lattina da 330 mL e 500 mL, in bottiglia di plastica da 330 mL (solo distributori automatici) 450 mL, 660 mL 1000 mL 1350 mL, 1500 mL e 1750 mL. Il suo nome, Zero, deriva dal fatto che è priva di zucchero e usa dolcificanti alternativi (Aspartame e Acesulfame K), nonché per un basso contenuto di calorie (0,2/0,3 kCal per 100 mL).

## Ingredienti
Gli ingredienti della bevanda differiscono secondo i vari Paesi in cui è distribuita.
| Ingredienti                         | Australia | Usa Canada | Grecia    | Germania Italia | Spagna   | Inghilterra Irlanda | Norvegia Svezia Danimarca | Belgio Paesi Bassi | Argentina Bolivia Cile Brasile | Francia   | Messico  | Hong Kong | Taiwan    |
| ----------------------------------- | --------- | ---------- | --------- | --------------- | -------- | ------------------- | ------------------------- | ------------------ | ------------------------------ | --------- | -------- | --------- | --------- |
| Acqua                               | Sì        | Sì         | Sì        | Sì              | Sì       | Sì                  | Sì                        | Sì                 | Sì                             | Sì        | Sì       | Sì        | Sì        |
| Anidride carbonica                  | Sì        | Sì         | Sì        | Sì              | Sì       | Sì                  | Sì                        | Sì                 | Sì                             | Sì        | Sì       | Sì        | Sì        |
| Coloranti                           | E150d     | Caramello  | Caramello | E150d           | E150d    | E150d               | E150d                     | E150d              | E150d                          | Caramello | E150d    | E150d     | Caramello |
| Acesulfame K                        | Sì        | Sì         | Sì        | Sì              | Sì       | Sì                  | Sì                        | Sì                 | Sì                             | Sì        | Sì       | Sì        | Sì        |
| Aspartame                           | Sì        | Sì         | Sì        | Sì              | Sì       | Sì                  | Sì                        | Sì                 | Sì                             | Sì        | Sì       | Sì        | Sì        |
| Caffeina                            | Sì        | Sì         | Sì        | Sì              | Sì       | Sì                  | Sì                        | Sì                 | Sì                             | Sì        | Sì       | Sì        | Sì        |
| Acido fosforico                     | Sì        | Sì         | Sì        | Sì              | Sì       | Sì                  | Sì                        | Sì                 | Sì                             | Sì        | Sì       | Sì        | Sì        |
| Benzoato di potassio                | No        | Sì         | No        | No              | No       | No                  | No                        | No                 | No                             | No        | No       | No        | No        |
| Citrato di potassio                 | No        | Sì         | No        | No              | No       | No                  | No                        | No                 | No                             | No        | No       | No        | No        |
| Benzoato di sodio                   | Sì        | Sì         | Sì        | Sì              | Sì       | Sì                  | Sì                        | Sì                 | Sì                             | No        | Sì       | Sì        | Sì        |
| Citrato di sodio                    | Sì        | No         | Sì        | Sì              | Sì       | Sì                  | Sì                        | Sì                 | Sì                             | Sì        | Sì       | Sì        | Sì        |
| Ciclamato di sodio                  | No        | No         | Sì        | Sì              | Sì       | No                  | No                        | No                 | Sì                             | No        | Sì       | No        | No        |
| Aromi                               | Sì        | Sì         | Sì        | Sì              | Sì       | Sì                  | Sì                        | No                 | Sì                             | Sì        | Sì       | Sì        | Sì        |
| Calorie per 100 ml (3,4 US fl. oz.) | 0,3 kcal  | 0,5 kcal   | 0,2 kcal  | 0,2 kcal        | 0,2 kcal | 0,5 kcal            | 0,3 kcal                  | 0,3 kcal           | 0 kcal                         | 0,3 kcal  | 0,3 kcal | 0 kcal    | 0 kcal    |

## Distribuzione
Coca-Cola Zero è distribuita in:
- Argentina (da gennaio 2007)
- Australia (dall'8 gennaio 2006)
- Austria (da febbraio/Marzo 2007)
- Belgio (da agosto 2006)
- Bolivia (da gennaio 2007)
- Bosnia ed Erzegovina
- Brasile (dal 15 gennaio 2007)
- Bulgaria
- Canada
- Cile (da aprile 2007)
- Corea del Sud
- Croazia (da febbraio 2007)
- Cipro (da agosto 2007)
- Danimarca (da gennaio 2007)
- Egitto (da luglio 2007)
- Finlandia (da novembre 2006)
- Francia (da gennaio 2007)
- Germania (da luglio 2007)
- Giappone (dal 4 giugno 2007)
- Grecia (da gennaio 2007)
- Hong Kong (da marzo 2007)
- Inghilterra (da giugno 2006)
- Irlanda
- Islanda
- Isole Fær Øer (da gennaio 2007)
- Italia (da giugno 2007)
- Messico (dal 26 gennaio 2007)
- Norvegia (dal 30 settembre 2006)
- Nuova Zelanda
- Paesi Bassi (dal 5 febbraio 2007)
- Panama
- Paraguay
- Perù (dall'11 gennaio 2007)
- Portogallo (dal 21 maggio 2007)
- Romania (da aprile 2007)
- Serbia (dal 1º settembre 2007)
- Slovenia (distribuzione non ufficiale avvenuta nei supermercati E.Leclerc esclusivamente nel febbraio 2007, distribuzione ufficiale prima pianificata e poi cancellata, definitivamente, al momento)
- Spagna (Da giugno 2005)
- Stati Uniti d'America
- Svezia (da marzo 2007)
- Svizzera (dal 6 febbraio 2007)
- Thailandia
- Taiwan (da marzo 2007)
- Ungheria

### Altri nomi
- In alcuni Paesi in cui viene distribuita la bevanda, al nome Zero è stata anche aggiunta la parola Sugar (Italiano: zucchero).
- In Norvegia la fabbrica di birra Ringnes ha reclamato la paternità del nominativo Zero poiché usato per una bevanda, da loro stessi prodotta, tra il 1972 e il 1996.[2]

## Critiche
- Molti consumatori in Norvegia che avevano acquistato bottiglie di Coca-Cola Zero da 1,5 l, si sono lamentati del fatto che esse contenevano strane particelle. La divisione norvegese della Coca-Cola Zero dichiarò che alcuni ingredienti, in una partita di produzione, non erano stati mescolati bene.[3]

Secondo quanto riportato, il ciclamato di sodio, che permette di mantenere basso il prezzo di mercato e al contempo offrire un sapore più naturale e fino 600 volte più dolce rispetto agli altri edulcoranti, è uno degli additivi presenti nella versione europea del nuovo prodotto “Coca Cola Zero”.
L’utilizzo di questo dolcificante è stato proibito negli USA verso la fine degli anni Sessanta dalla FDA.
L'agenzia aveva vietato l’edulcorante dopo aver scoperto che causava cancro nei topi ai quali veniva somministrato in alte concentrazioni, ma numerosi studi successivi mostrano che questa cancerogenicità è specifica nel modello murino, poiché quella specie metabolizza il ciclamato in modo diverso dall'uomo.
Infatti in base a studi successivi la FAO si è espressa favorevolmente rispetto al consumo quotidiano di ciclamato nella quantità massima di 0–11 mg/kg.

## Varianti
- Negli Stati Uniti d'America ed in Francia è anche commercializzata la Coca-Cola Cherry Zero, variante della Coca-Cola Zero, all'aroma di ciliegia.
- Nel maggio 2007 insieme al rilancio della Coca-Cola Vanilla ne è stata commercializzata anche la versione Light, denominata: Coca-Cola Vanilla Zero, all'aroma di vaniglia.
- Nel 2010, in occasione dei mondiali di calcio in Sudafrica, in Spagna sono state prodotte lattine riportanti la mascotte, il leopardo Zakumi, impugnante le bandiere di sette paesi vincitori dei mondiali con a fianco scritto l'anno e luogo della vittoria; fra queste nazioni c'era anche l'Italia. Sulla lattina una frase, "collecciona los campeones", invitava a collezionarle.
- Nel 2012 per il ventitreesimo film su James Bond, Skyfall, è stato impresso sulla lattina la figura di James Bond con sotto scritto "Skyfall" e a lato la scritta "coca cola zero zero 7".
- Nel 2013 la Coca Cola lancia, a partire dall'Argentina, Coca-Cola Life, dolcificata con un edulcorante ricavato dalla stevia.
- Nel 2017 è disponibile in Italia la versione al gusto limone.